# ۷۴۰ (میلادی)
۷۴۰ (میلادی) هفتصد و چهلمین سال تقویم میلادی است.

## رویدادها
- اتلهرد، شاه وسکس می‌میرد و کوترد جانشین او می‌شود.

## درگذشتگان
- اتلهرد، شاه وسکس

‎